# Antonio López-Istúriz
Antonio López-Istúriz White (Pamplona, Navarra, 1 de abril de 1970) es un político español, diputado en el Parlamento Europeo por el Partido Popular.
Ha sido Secretario General del Partido Popular Europeo a las órdenes de Wilfried Martens (primer ministro de Bélgica durante doce años), Joseph Daul (presidente del Grupo PPE 7 años y medio) y Donald Tusk (presidente del Consejo Europeo y primer ministro de Polonia actualmente en cargo). 
Es miembro del Comité Ejecutivo del Partido Popular español, secretario general de la Internacional Demócrata de Centro. Asimismo es cofundador del Wilfried Martens Centre for European Studies, el think tank del PPE, donde desempeña las funciones de secretario tesorero.

## Primeros años y formación
López-Istúriz nació en Pamplona, Navarra; de padre español y madre estadounidense. Siendo aún niño, su familia se trasladó a Palma de Mallorca.
En su juventud se marchó a Madrid, donde se licenció en Derecho en la Universidad CEU San Pablo y obtuvo una diplomatura de Ciencias Económicas.
Domina, además del español, el inglés, que es la lengua de su madre; el francés, el mallorquín, y el italiano.

## Trayectoria política
Durante sus años universitarios empieza su contacto con la política al afiliarse a Nuevas Generaciones, la organización juvenil del Partido Popular.
Entre 1996 y 1997 ejerce como coordinador del área de educación y cultura del PP en la Comunidad Autónoma de Madrid.
En 1997 se traslada a Bruselas para trabajar como asistente del jefe de la delegación del PP en el Parlamento Europeo hasta 1999, cuando fue convocado por el entonces Presidente del Gobierno español José María Aznar para trabajar como su ayudante político permaneciendo en Madrid durante casi cuatro años.
En 2002 regresa a Bruselas como Secretario General del Partido Popular Europeo y permanece en el cargo hasta finales de mayo del 2022. En 2004 es elegido en las listas de su partido eurodiputado
Desde 2008 es también Secretario Tesorero del Centro Wilfried Martens de Estudios Europeos. 
Además, se desempeña como Presidente del Grupo Parlamentario de Amistad Unión Europea-Emiratos Árabes Unidos (EAU) y Vicepresidente del Intergrupo del Parlamento Europeo sobre los Derechos del Niño. En 2022, fue nombrado vicepresidente honorario del Foro Europeo Conservador.

### Parlamento Europeo

#### Primera legislatura 2004-2009
En su primera legislatura como eurodiputado fue miembro de la comisión de Asuntos Jurídicos y sustituto en la comisión de Transportes, así como miembro de la Asamblea Parlamentaria ACP-UE, sustituto en la comisión de Asuntos Exteriores y sustituto en la Delegación para las relaciones con Albania, Bosnia Herzegovina y Serbia – Montenegro.
Entre sus principales funciones en la Comisión de Asuntos Jurídicos, fue ponente de diversos expedientes y ejerció una ardua defensa de la insularidad de las Islas Baleares, el turismo y las regiones periféricas. Asimismo, he desarrollado numerosas actividades para defender los derechos de la infancia y las futuras generaciones.
En esta primera legislatura, López-Istúriz, se convirtió en el eurodiputado que más grupos de visita recibió, contándose, entre estos, colectivos de universitarios, emprendedores, jóvenes y jubilados a los que se dio a conocer el funcionamiento e importancia de las Instituciones europeas.

#### Segunda legislatura 2009-2014
Reelegido Miembro del Parlamento Europeo en 2009 continuó trabajando como miembro titular en la comisión de Asuntos Jurídicos y como sustituto en la comisión de Asuntos Exteriores y en la de Transportes así como miembro de la Asamblea Parlamentaria ACP-UE, sustituto en la subcomisión de Seguridad y Defensa y en la delegación para las Relaciones con los Países del Sudeste Europeo y para las relaciones con los Estados Unidos.

#### Tercera legislatura 2014-2019
En las elecciones de 2014 fue reelegido para un tercer mandato. Fue miembro de la comisión de Mercado Interior y Protección al Consumidor, así como sustituto en la comisión de Asuntos Exteriores, subcomisión de Seguridad y Defensa, delegación para las Relaciones con Israel, delegación para las Relaciones con los Estados Unidos y la delegación de la Asamblea Parlamentaria para la Unión para el Mediterráneo. Fue elegido en 2014 Presidente del Grupo de Amigos Unión Europea-Emiratos Árabes Unidos del Parlamento Europeo. En el ámbito de su actividad parlamentaria durante esta legislatura, López-Istúriz fue ponente del reglamento relativo a las instalaciones de transporte por cable y del informe relativo al Acuerdo de Cooperación Política con Singapur. Además, fue también ponente alternativo del informe sobre las relaciones UE-China y en los dosieres sobre el nuevo acuerdo para los consumidores de energía, la Estrategia Europea de Seguridad Energética y Ciberdefensa.

#### Cuarta legislatura 2019-2024
En las elecciones de 2019 fue reelegido para un cuarto mandato. Fue miembro de la Comisión de Asuntos Exteriores y Presidente de la Delegación para las Relaciones con Israel. También fue miembro de la Delegación para las Relaciones con la Península arábiga y sustituto en la subcomisión de Seguridad y Defensa y en la Delegación para las Relaciones con los Estados Unidos. Continuó como presidente del Grupo de Amigos Unión Europea-Emiratos Árabes Unidos del Parlamento Europeo. Estas responsabilidades le permitieron trabajar en la promoción de las buenas relaciones con Oriente Medio desde una perspectiva global. Por otra parte, en esta legislatura siguió especialmente involucrado con los temas relacionados con la infancia, como lleva haciendo desde su llegada al Parlamento Europeo. Fue Vicepresidente del Integrupo de la Infancia en la Eurocámara.
Quinta legislatura 2024-2029
Actualmente es Presidente de la Delegación en la Comisión Parlamentaria Mixta UE-México (D-MX). Es miembro de la Comisión de Asuntos Exteriores (AFET) y de la Subcomisión de Derechos Humanos (DROI). López-Istúriz White también es Miembro de la Delegación para las Relaciones con Israel (D-IL) y de la Delegación para las Relaciones con la península arábiga (DARP). Además, es sustituto de la Delegación para las Relaciones con Estados Unidos (D-US) y de la Comisión de Asuntos Económicos y Monetarios (ECON).

### Partido Popular Europeo
Antonio López-Istúriz fue el Secretario General del Partido Popular Europeo (PPE). Fue elegido para este cargo en 2002 en Estoril de manera interina, siendo reelegido en los Congresos de Roma 2006, Bonn 2009, Bucarest 2012, Madrid 2015 y Zagreb 2019.
En el último congreso estatutario celebrado el 21 y 22 de octubre de 2015 en Madrid, López-Istúriz fue reelegido Secretario General por cuarta vez en presencia más de 3.000 participantes, 750 delegaciones, 850 delegados, 14 jefes de Estado y de Gobierno y once comisarios europeos. Entre los asistentes al Congreso se encontraban la canciller alemana Angela Merkel, el primer ministro de Irlanda, Enda Kenny o la primera ministra de Noruega, Erna Solberg, además de los presidentes de la Comisión Europea, Jean-Claude Juncker, y del Consejo Europeo, Donald Tusk.

### IDC-CDI
En 2002 bajo el liderazgo del entonces Presidente del Gobierno de España, José María Aznar, fue elegido Secretario General de la Internacional Demócrata de Centro (IDC-CDI), que reúne a 100 partidos de 49 países. Actualmente continúa ocupando este cargo con la confianza del actual Presidente de la organización, el expresidente de Colombia, Andrés Pastrana.
López-Istúriz, también desde su posición en la IDC, mantiene su compromiso con la defensa de la democracia y la denuncia de la violación de los Derechos Humanos, particularmente en Cuba, Venezuela y Nicaragua. La IDC produce regularmente declaraciones y documentos consensuados, abordando la defensa de los Derechos Humanos y la promoción de la democracia a nivel internacional.

## Defensa derechos de la infancia
Antonio López-Istúriz White es Vicepresidente de la Fundación ANAR, de ayuda a los adolescentes en riesgo. En su actividad en pro de la infancia, López-Istúriz fue uno de los impulsores de la cobertura a nivel nacional del Teléfono de Ayuda a Niños y Adolescentes en España. Además, en 2015 se convirtió en “Campeón de los Derechos de los Niños" por su trabajo y compromiso con los derechos de los niños - http://www.childrightsmanifesto.eu/

## Defensa derechos de los discapacitados y de la tercera edad
Desde el año 2000 es Vocal del Patronato de la Fundación AEQUITAS, organización creada por el Consejo General del Notariado Español con el fin de prestar servicios jurídicos gratuitos a aquellas personas que, sea por razones de edad o de enfermedad física o psíquica, sea por pertenecer a determinados colectivos socialmente menos favorecidos, están necesitadas de una especial protección. En el ámbito de su actividad parlamentaria fue ponente del informe sobre medidas de protección en materia civil donde se abordaron temas como la vulnerabilidad en la tercera edad y medidas de apoyo a los mayores y discapacitados.

## Relaciones Trasatlánticas
López-Istúriz ha estado siempre involucrado en las relaciones trasatlánticas y, en especial, con Estados Unidos. Viaja con frecuencia a ese país para celebrar encuentros con distintas personalidades políticas y representantes de la sociedad civil.
En este sentido, se ha reunido en diferentes ocasiones con el que fuera Presidente del Congreso de los Estados Unidos, Paul Ryan.
También mantuvo encuentros con el senador John McCain, quien también fue Presidente del Instituto Republicano Internacional con el que el PPE colabora. Desde entonces, López-Istúriz mantiene una muy estrecha relación con el International Republican Institute (IRI), el think tank internacional del Partido Republicano. Además de otras fundaciones como la Heritage Foundation, el Hudson Institute, el Transatlantic Partnership Network (TPN) y el National Democratic Institute (NDI).
También se ha reunido con otros políticos republicanos como el senador Marco Rubio y los congresistas Chris Smith, Paul Ryan, Ileana Ros-Lehtinen y Mario Díaz-Balart, entre otros. Con estos dos últimos, así como con el excongresista Lincoln Díaz-Balart ha tratado desarrollado iniciativas y actividades en el tema de la democracia en Cuba.
En julio de 2018, fue invitado a hablar ante el Comité de Estudio del Partido Republicano, que reúne a los congresistas republicanos en la Cámara Baja del Congreso Norteamericano.
Asimismo, mantiene relación con demócratas como los congresistas Albio Sires y Debbie Wasserman-Schultz, con los presidentes del Comité Nacional Demócrata y con asesores de Barack Obama como Rick Holtzapple (Director de Asuntos Europeos de la Casa Blanca), Mike Froman (asesor de Obama para asuntos de seguridad) y Miriam Sapiro (responsable del Gobierno Obama para asuntos de comercio).

## Otros temas de interés

#### Latinoamérica
Otro tema en el que López-Istúriz ha sido activo es el de la promoción de la democracia en Cuba y Venezuela, así como el apoyo a la disidencia cubana y oposición venezolana.

#### Trabajadores autónomos
López-Istúriz ha desarrollado una intensa actividad a favor de los trabajadores autónomos. Insiste en la relevancia de los trabajadores autónomos y de los emprendedores para generar crecimiento y empleo.

## Condecoraciones y reconocimientos
- 2023 - Miembro del jurado de los premios Carlomagno y Ciudadano Europeo, otorgados por el Parlamento Europeo.
- 2016 - Galardonado con el premio «Escudo de Honor» de la Asociación Europea de Prensa para el Mundo Árabe (APEMA - Association De La Presse Européenne Pour Le Monde Arabe).
- 2014 - Condecorado con la Encomienda de la Orden de la Estrella (Italia).
- 2013 - Reconocido con el Premio Parlamentario - Eurodiputado del Año, otorgado por la Asociación de Periodistas Parlamentarios (APP).
- 2002 - Nombrado Oficial de la Orden de Bernardo O'Higgins (Chile).
- 2000 - Condecorado con la Orden de la Estrella (Jordania).